# Khướu vằn
Khướu vằn, tên khoa học Kenopia striata, là một loài chim trong họ Pellorneidae.